# The Sonny Side of Chér
The Sonny Side of Chér − drugi solowy album amerykańskiej piosenkarki Cher. Został wydany w kwietniu 1966 roku nakładem wytwórni Imperial Records. Produkcją albumu zajęli się ponownie jej ówczesny mąż, Sonny Bono oraz Harold Battiste. Album jest w zasadzie zbiorem coverów, ale zawiera również dwa utwory napisane przez Bono.

## Tło wydania
Po sukcesie poprzedniego albumu, Cher zaczęła szybko nagrywać kolejny materiał. Album jest zgodny z formułą poprzedniej płyty, większość utworów to covery, a dwa nowe utwory zostały napisane przez Bono. The Sonny Side of Chér osiągnął ogólnie mniejszy sukces niż poprzednie wydawnictwo, ale wyprodukował większe przeboje niż All I Really Want to Do. Krążek zawiera pierwszy solowy singiel Cher, piosenkę Bono „Bang Bang (My Baby Shot Me Down)”. Utwór stał się ogromnym hitem i był później coverowany przez wielu artystów. Jeszcze w 1966 roku własną wersję przedstawiła Nancy Sinatra, wydając ją na singlu promującym album How Does That Grab You?. W 1987 roku artystka zamieściła nową, rockową wersję tej piosenki na swoim albumie zatytułowanym Cher.

## Lista utworów
Wszystkie utwory zostały wyprodukowane przez Sonny’ego Bono.
| Pierwsza strona | Pierwsza strona                    | Pierwsza strona                                      | Pierwsza strona |
| Nr              | Tytuł utworu                       | Autorzy                                              | Długość         |
| --------------- | ---------------------------------- | ---------------------------------------------------- | --------------- |
| 1.              | „Bang Bang (My Baby Shot Me Down)” | Sonny Bono                                           | 2:40            |
| 2.              | „A Young Girl (Une enfante)”       | Oscar Brown, Jr., Charles Aznavour, Robert Chauvigny | 3:22            |
| 3.              | „Where Do You Go”                  | Sonny Bono                                           | 3:12            |
| 4.              | „Our Day Will Come”                | Bob Hilliard, Mort Garson                            | 2:12            |
| 5.              | „Elusive Butterfly”                | Bob Lind                                             | 2:30            |
| 6.              | „Like a Rolling Stone”             | Bob Dylan                                            | 3:45            |
|                 |                                    |                                                      | 17:41           |

| Druga strona | Druga strona            | Druga strona                                            | Druga strona |
| Nr           | Tytuł utworu            | Autorzy                                                 | Długość      |
| ------------ | ----------------------- | ------------------------------------------------------- | ------------ |
| 1.           | „Ol' Man River”         | Oscar Hammerstein II, Jerome Kern                       | 2:50         |
| 2.           | „Come to Your Window”   | Lind                                                    | 2:48         |
| 3.           | „The Girl from Ipanema” | Vinicius de Moraes, Norman Gimbel, Antônio Carlos Jobim | 2:09         |
| 4.           | „It's Not Unusual”      | Gordon Mills, Leslie Reed                               | 2:08         |
| 5.           | „Time”                  | Michael Merchant                                        | 3:16         |
| 6.           | „Milord”                | Bunny Lewis, Marguerite Monnot, George Moustaki         | 2:43         |
|              |                         |                                                         | 15:54        |

## Notowania
| Lista przebojów (1966)            | Najwyższa pozycja |
| --------------------------------- | ----------------- |
| Norwegia (VG-lista)               | 17                |
| Stany Zjednoczone (Billboard 200) | 26                |
| Wielka Brytania (OCC)             | 11                |